# Joseph Kureethara
Joseph Kureethara (* 2. Juli 1929 in Palluruthy, Indien; † 6. Januar 1999) war Bischof von Cochin.

## Leben
Joseph Kureethara empfing am 18. März 1958 das Sakrament der Priesterweihe.
Am 29. August 1975 ernannte ihn Papst Paul VI. zum Bischof von Cochin. Der Erzbischof von Verapoly, Joseph Kelanthara, spendete ihm am 21. Dezember desselben Jahres die Bischofsweihe; Mitkonsekratoren waren der Weihbischof in Ernakulam, Sebastian Mankuzhikary, und der emeritierte Bischof von Cochin, Alexander Edezath.